# Fibblesmalbi
Fibblesmalbi (Lasioglossum leucozonium) är en biart som först beskrevs av Franz Paula von Schrank 1781. På finlandssvenska kallas arten vägsmalbi. Fibblesmalbi ingår i släktet smalbin och familjen vägbin.

## Beskrivning
Fibblesmalbiet är något kraftigare byggt än smalbin brukar vara. Det är dessutom något längre än de flesta smalbin, honan är 8 till 10 mm lång, hanen 6 till 9 mm. Grundfärgen är svart. Hanens, men inte honans, clypeus (munsköld) är framskjuten och har en blekgul spets. Båda könen har bruna vingbaser, honans är mörkare. På mellankroppen har honan ljusgrå päls, medan hanen i stället har lång, ljus behåring på buken. På tergit 2 till 4 har honan breda, vita hårremmar. Hanen har även vita hårfläckar på bakkroppen, men de sitter bara på tergit 2 och 3, och är mycket mindre, ofta bara på sidorna. På de annars mörka bakfötterna har hanen längst ner ett blekgult segment som kan vara till hjälp för bestämningen. En förväxlingsart är framför allt zonsmalbiet; hanen hos detta har inget ljust bakfotssegment. Båda könen kan dessutom skiljas från zonsmalbiet genom sina bruna vingbaser; dessa är nämligen gula hos zonsmalbiet.

## Ekologi
Fibblesmalbiet förekommer i öppna habitat, främst på sand- och kalkgrund, mera sällan på tunga lerjordar. I de södra delarna av sitt utbredningsområde lever arten främst i bergen.
Beträffande näringsväxter är arten polylektisk; den flyger till blommande växter från många familjer, men föredrar korgblommiga växter med gula blommor (exempelvis, som det rikssvenska trivialnamnet antyder, fibblor). Den har även setts på bland annat åkertistel (även den korsblommig). Förutom på korsblommiga växter har arten dessutom observerats på familjerna desmeknoppsväxter, amaryllisväxter, oleanderväxter, järneksväxter, ljungväxter och ärtväxter. Flygtiden varar från sent i mars till oktober/november för honorna; hanarna börjar flyga senare, dock senast i mitten på juli.

### Fortplantning
Arten är solitär, icke-samhällsbildande, men det förekommer att honorna bygger sina larvbon i kolonier med flera bon nära tillsammans, och två honor har ibland setts hjälpas åt med samma bo. Detta har dock tolkats som kolonibaserad hälpsamhet snarare än något tecken på eusocialitet. Boet byggs på mer eller mindre plan, glesbevuxen mark på lätta jordar. Det består av en lodrät gång med 6 till 15 larvceller i ändarna av korta sidotunnlar. Honorna övervintrar som fullbildade individer efter parningen. Det förekommer att boet angrips av blodbiet mellanblodbi, vars larv lever på den lagrade näringen efter det att modern dödat värdägget eller den nykläckta värdlarven.

## Utbredning
Fibblesmalbiet finns i hela den holarktiska regionen. För de olika underarterna och deras utbredning se Underarter nedan.        
I Sverige finns arten i Götaland och Svealand, samt dessutom ett par äldre fynd i Medelpad.
I Finland har den observerats i söder (med undantag för Åland) och i sydöst.

## Underarter
Arten är indelad i ett antal underarter:
- L. leucozonium leucozonium är allmän från England till Finland i nordväst österut via Litauen och Ryssland till Sibirien, Mongoliet och delar av Kina, samt från Spanien via Bulgarien till Iran.
- L. leucozonium cedri förekommer från södra Spanien via Sicilien, Kreta och Cypern till Marocko (Höga Atlas) och Tunisien.
- L. leucozonium clusium finns i Anatolien (asiatiska Turkiet).
- L. leucozonium elysium finns i Sierra Nevada i Spanien.
- L. leucozonium mandschuricum förekommer i Manchuriet.
- L. leucozonium satschauensis förekommer i norvästra, västra och nordöstra Kina, Mongoliet och delar av Ryssland (Krasnojarsk kraj, delrepubliken Burjatien, Amur oblast, samt Chabarovsk och Primorje krajer).
- L. leucozonium xylopedis är endemisk[c] för Iran.

Dessutom finns arten i Nordamerika (ursprungligen införd), där den förekommer i Kanada från Alberta till Newfoundland, och i USA från den kanadensiska gränsen till Nebraska i öster och North Carolina i väster.